# Alzate l'architrave, carpentieri e Seymour. Introduzione
Alzate l'architrave, carpentieri e Seymour. Introduzione (Raise high the roof beam, Carpenters and Seymour. An introduction) è un unico volume contenente due racconti dello scrittore statunitense J. D. Salinger, pubblicati separatamente sul New Yorker Magazine nel 1963.
Entrambi sono narrati dall'alter-ego di Salinger: lo scrittore Buddy Glass. Il primo racconto vede come protagonista lo stesso Buddy mentre si trova al matrimonio di suo fratello maggiore Seymour. Nel secondo lo scrittore tenta di dare un ritratto fisico e psicologico del fratello, al quale era molto legato e che, nel frattempo, si è ucciso.

## Alzate l'architrave, carpentieri
Il titolo è tratto dal 111° frammento di Saffo: "Alzate l'architrave, carpentieri. Lo sposo, simile ad Ares sopraggiunge, il più alto fra tutti gli uomini", che Boo Boo Glass, sorella dei due protagonisti, incide con una scaglia di sapone sullo specchio da bagno della casa dei due. Infatti Seymour si appresta a sposarsi. Per partecipare al grande evento, Buddy vola dalla base dell'esercito dove era stanziato (corre l'anno 1942, la seconda guerra mondiale è in corso) fino a New York. È l'unico invitato di Seymour, e, quando il matrimonio salta per i ripensamenti dello sposo, si trova a dover dissimulare la sua parentela davanti ad un fragile vecchietto sordo, alla zia della sposa ed una grassa amica accompagnata dal marito tenente. Accompagnato da questi personaggi verso la casa della mancata sposa, presto verrà scoperto. Tutti finiranno a casa dei due fratelli Glass, dove Buddy teme di incontrare il fratello, invece assente fisicamente per tutto il racconto.
Salinger dà una delle sue prove migliori come caratterizzatore di personaggi, grazie ad abili descrizioni della ricca e rinnovata società americana del New Deal: manifestazioni di orgoglio e rispetto per la patria, ammirazione per il successo, centralità dello spettacolo di varietà nella vita culturale di una nazione, qualche vena di consumismo. Spicca ovviamente in questo panorama l'eccentricità della famiglia Glass: Seymour irrequieto ed impulsivo nelle decisioni, mentre Buddy, meno geniale ma più riflessivo, cerca il compromesso con questa società da cui finirà per estraniarsi.

## Seymour. Introduzione
Buddy, scrittore pubblicato, si è oramai isolato dal mondo: vive in mezzo ad un bosco e si muove solo per andare ad insegnare in un college femminile. Proponendosi di scrivere una serie di racconti sul fratello morto suicida, al quale si sente profondamente legato, incomincia con un'introduzione descrittiva al personaggio. Da essa emerge il carattere curioso quanto riflessivo, attivo quando contemplativo di Seymour, la sua passione precoce per la lettura e per la conoscenza, la sua abilità negli sport ed in qualsiasi gioco.